# 上尾事件
上尾事件（あげおじけん）とは、1973年（昭和48年）3月13日に日本国有鉄道（国鉄）高崎線上尾駅（埼玉県上尾市）で旅客が起こした暴動事件。

## 発生に至る経緯
国鉄では当時、賃金引上げや労働環境の改善・合理化反対を目指して、労働闘争が頻繁に繰り返されていたが、公共企業体職員であった国鉄労働組合（国労）などの労働組合員は、公共企業体等労働関係法（公労法）第17条で争議行為、すなわちストライキを禁じられていた。そこで、組合側は運転安全規範などの諸規則を厳格に遵守するとかえって列車の運行が遅延することを逆手に取り、運転安全規範などの諸規則を「遵守」することで、労働闘争の手段とした「順法闘争」を度々行っていた。
なお、「順法」とは言われているものの、日本国政府（自民党政権）は1956年（昭和31年）にこのような形式をとる労働闘争を「違法」（犯罪）と認定していた。しかし、判例形成には至っておらず、行わないようにという指導の範囲に過ぎなかった。
1970年代当時、国鉄動力車労働組合（動労）は、国鉄経営陣に対し2つの要求を行い、順法闘争を実施した。
その要求は、ひとつが踏切事故防止のため警報機と遮断機を全ての踏切に設置すること、もうひとつは「安全のため」全長2キロメートル以上のトンネルがある区間と深夜時間帯の運転士を2人勤務にするものであった。前者の要求について経営側は全部は無理だが実施するとしたが、後者については拒否した。なお、運転士2人勤務とは蒸気機関車時代の名残で、蒸気機関車では運転を担当する機関士と石炭をボイラーに投入する機関助士が運行上必要であった。しかし、電化進展や気動車の導入などによる動力近代化が推進され、蒸気機関車を全廃する方向へ向かったことや、保安設備の近代化によって機関助士の出番がなくなり、運転士1人でまかなえるようになった。このため経営陣と動労は1972年（昭和47年）5月までに、蒸気機関車や特別な事情がある場合を除き、運転士1人勤務を原則とする労働協定を締結していた。
ところが動労は、蒸気機関車の全廃が早まったことに反発し、1973年（昭和48年）になって2人勤務の話を蒸し返し、2月1日から「第2次順法闘争」が始まり、3月5日から散発的に全国的に順法闘争を実施した。結果としてダイヤの乱れが発生するようになった。

## 事件発生

### 混雑する出勤時間帯に「順法闘争」

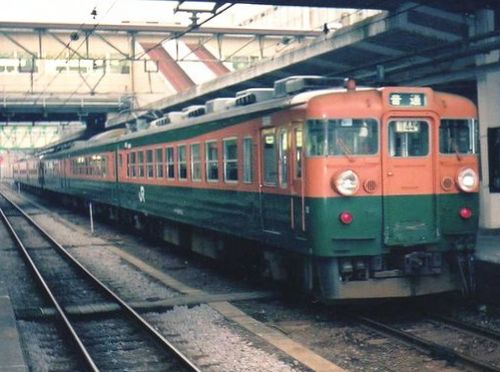
国鉄急行形電車（165系）。通勤形・近郊形電車と異なり、座席はすべてクロスシートで通路が狭い上、扉は両端にしかなく混雑時の客扱いには不向きである。

当時の高崎線沿線は東京のベッドタウンとなって居住人口が増加し、通勤・通学客も増大の一途をたどっていた。普通列車は既に混雑が慢性化していた。その上国鉄は慢性的な赤字体質のため通勤形電車・近郊形電車の増車も充分にできず、車両不足を補うため急行形電車を朝夕時間帯の普通列車に投入していたため、普通列車は日常的に混雑していた。このため利用客の不満が高まっていった。
そんな中、高崎線の運行に従事する動労に所属する組合員は3月12日の月曜日から「順法闘争」を実施した。事件が勃発した3月13日は火曜日、事業所では年度末、中等教育の学校では期末試験の時期であった。
そもそもの運行が通勤時間帯の混雑により定時運行が困難な状況であるのに「順法闘争」を行ったことで列車の遅れが拡大した。事件当日の朝日新聞によれば、「順法闘争」開始以来、上尾駅 - 上野駅間は当時通常37分であったところ、3時間程度の時間がかかるようになっていたという。

### 5,000人が乗車できず
7時10分、上尾駅1番線に籠原発上野行き普通列車832M（169系急行形電車12両編成）が14分遅れで入線した。832Mは7時35分に上野駅到着後、7時51分上野発直江津行き急行「妙高2号」になる（間合い運用）ため、グリーン車2両と半室食堂車（ビュフェ車）1両が連結されていた。普通列車ではこれらが締め切り扱いとなるため、その分普通車は少なかった。
832Mは所定のダイヤグラムでは上尾駅6時54分発で、5時41分発の始発822Mから7本目のはずであった。しかし、事件当日に822Mが上尾駅を発車したのは25分遅れの6時6分で、822Mから832Mまでに到着すべき4本の列車 (824M、826M、828M、830M) は前日の順法闘争の影響のため運用できずに運休し、832Mは822Mの後続となっていた。そのため、上尾駅には1時間4分の間到着する列車がなかったことから大勢の乗客が待っており、改札制限を行っていた。
832Mには定員840人に対し、すでに3,000人以上が乗車しており、上尾駅のホームにいたおよそ5,000人の利用客の大半が乗車できなかった。そのため、何としても乗車しようとする利用客と、列車を発車させようとする職員との間で小競り合いが発生していた。
832Mが発車できない状況で、後続となっていた前橋発上野行き上り普通列車1830M（165系急行形電車12両編成、6時48分発予定）が52分遅れで2番線に入線した。この1830Mも定員944人のところ、4,000人以上が乗車するという超満員であった。1830Mは7時27分に上野駅到着後、7時40分上野発籠原行きの普通列車になる運用であった。

### 発火点となった「運転打ち切り」放送
この混乱の中で、後から到着した1830Mを832Mよりも先に出発させ、さらにこの両列車の運行を2駅先の大宮で打ち切るという構内放送を行った。結果的にこの放送が暴動のスタートになった。殺気立った乗客が832Mの運転室の窓ガラスを割り、身の危険を感じた運転士が上尾駅の駅長室に逃げ込んだが、その後を追いかけた乗客が駅長室に流れ込み鉄道電話を破壊、中にいた駅長と助役が負傷した。さらに、1830Mの運転士や車掌も職務放棄をして逃げ出した。こうして乗客の怒りに火がついた。
なお、「列車を発車させないように新聞紙を運転席の窓ガラスに貼り付けたが、それでもダメなのでガラスを割ったようだ」という、窓ガラス破壊は遵法闘争側による列車運行阻止であるという証言もある。

### 7時半以降の推移
上尾駅に停車していた2本の列車は、運転設備や駅の分岐器や信号などが破壊されたため発車不能になった。また、7時30分発車予定で上尾駅構内に入線できずにいた上野発新潟行き下り特急「とき2号」も投石され、運転席の窓ガラスが割られヘッドマークも壊された。
7時半以降の時系列、他線区でのトラブルについて箇条書きすると次のようになる。本節は主に「"順法闘争"へ怒り爆発 電車の運転席に乱入 上尾駅などを占拠 一時パニック状態」（『交通新聞』1973年3月14日2面）を参照し、適宜個別箇所で他文献を使用。
- 7時31分 : 熊谷鉄道公安室、埼玉県警に出動要請。国鉄本社が通報し警官70人が出動したとの説明もある[5]。
- 8時30分 : 高崎線各駅に到着、または同線通過となる乗車券を発売中止。大宮鉄道病院は救護班を現地に派遣。
- 8時35分 : 上尾駅長と助役がけがのため入院、駅員は全員逃亡。
- 8時50分 : 同線上り列車を上越線水上駅で全面停止、信号保安要員を現地に派遣。その後普通列車のみ高崎折り返しで運転。
- 9時00分 : 高崎線沿線各駅の乗客、熊谷1万人、上尾6,000人等、合計3万人まで膨れ上がる。
- 9時10分 : 機動隊、公安員などが上尾駅に到着。最初の70人では駅周辺に集まった多数（池口等は12,000人の数字を挙げる）の通勤客に対し無力であったため、700人まで増員される[5]。
- 9時45分 : 上尾駅の乗客1万人となる。この頃より機動隊の整理が始まり、投石・破壊行為は沈静化する。
- 10時00分 : 高崎線抑止列車数約20本。抑止による影響人員約5万人
- 10時07分 : 宮原駅長、助役が乗客に拉致され、大宮駅まで歩かされる。
- 10時10分 : 熊谷通運上尾支店内に現地対策本部設置。埼玉県警は対策本部を上尾警察署に設置し、群馬県警にも応援要請。川越線835D列車に乗客が投石し、運転士と車掌が国鉄大宮工場に避難。これにより川越線も不通となる。
- 10時30分 : 東北本線下り急行「まつしま1号」に投石。現地対策本部長として国鉄本社公安本部長、旅客局戸川調査役が現地に派遣される。
- 10時40分 : 東北、高崎、川越線の全面運転休止。
- 10時45分 : 大宮駅8番、9番ホーム運転事務室が乗客に占拠される。運輸省関東地方自動車局、管内4事業所に代行輸送のバス7台を手配、他上尾駅の乗客を大宮まで輸送するため民間バス等33台を手配（20台との説明もある[4]）。
- 11時07分 : 大宮駅の混乱は収束。
- 11時20分 : 東北本線運転再開。
- 11時30分 : 川越線運転再開。
- 11時50分 : 上尾駅乗客6,000人。
- 12時05分 : 磯崎叡国鉄総裁、目黒今朝次郎動労委員長のトップ会談が始まる。国鉄は正午に大宮駅の公安室に現地対策本部を設置したが、前述の通り上尾駅との鉄道電話は寸断されていた[7]。
- 12時35分 : 東京電務区に「13時5分に東京駅を爆破する」とのいたずら電話。

この暴動で、高崎線の大宮 - 高崎間の全線が不通となり、周辺の桶川駅・北本駅・鴻巣駅・熊谷駅などでも、駅舎の窓ガラスが割られるなどの被害を受けた。「上尾事件」と個別の駅名が付けられているが、翌月の首都圏国電暴動ほど大規模ではないにせよ、実際には高崎線を中心とした複数の駅で同種の動きがあった事件である。
逮捕者は混乱に乗じて駅から金銭を奪った者（窃盗罪）、取材に来ていた新聞記者に暴行を加えた者（暴行罪）など7人であった。また、暴動の際に乗客同士での喧嘩や暴行、投石が他の乗客に当たるなど、92人の負傷者を出した。

## 影響
次のような状況の中で、本事件は一般国民の衆目にさらされた。

### 事件当日の国鉄運行状況
事件日には全国的に順法闘争の影響があり、暴動の起きなかった各線でも大幅な遅延が生じていた。13日12時時点での影響は下記の通りである。
- 貨物列車運転本数 : 平常の60%まで低下
- 中央快速線 : 運休40本
- 南武線 : 32本
- 京浜東北線 : 30本
- 他首都圏本部管内運休本数計220本、影響人員約71万人
- 首都圏本部管内改札止め : 12駅計46回
- 大阪環状線 : 午前中の運休本数66本。大阪地区での影響人員は約30万人

### 2人乗務闘争の全体の影響
この事件を引き起こす原因となったスト・順法闘争による影響（対象期間は3月5日から12日）を述べる。この数字を挙げた磯崎総裁は事件を「未曾有の不祥事」と書いている。
- 運転休止 : 約35000本
  - 旅客列車 : 約12000本
  - 貨物列車 : 約21000本
- 影響人員 : 延べ約8400万人
- 貨物減送量 : 約260万トン
- 旅客負傷者 : 92名

なお、2年後のスト権ストで注目されるトラック代行輸送も北海道総局管内からの生活物資輸送（タマネギ、ジャガイモ）を対象に、15日から実施され、日本通運、札幌通運、東日本フェリーが輸送に当たった。

## 事件の要因

### 労組側の問題
この事件の直接の原因は順法闘争によってダイヤが混乱したことであるが、その背景には、当時（特にマル生運動が挫折して以降）の国鉄職員による怠慢かつ横柄な業務態度があり、それに対して日頃から不満を持っていた利用客の不満が一気に爆発したことも事件の一因となった。職員のおごりは、窓のついている（つまり利用者の目に触れる可能性がある）運転室や駅構内など、乗客の目の届く場所での服務の乱れに象徴的であったが、目に触れない場でのたるみもあった。一例としては、高崎線に存在した「国鉄職員専用列車」と揶揄される列車の存在である。これは、朝の通勤時間帯に一部の試運転列車を踏切前で機外停車させ、近隣に居住する国鉄職員を乗り降りさせて通勤の足代わりに使うというもので、機材私物化の最たるものであった。
このように、ひたすら自意識を肥大化させた国労・動労組合員の増長の結果が事件の背景の一つにあった。
また、国労宣教部は「影響力が大きく、効果があるから」という理由で、乗務員に順法闘争の際には通勤列車を狙うように指導していたという事実もあった。
1975年（昭和50年）3月、国鉄本社常務理事格で首都圏本部長に異動した尾関雅則は、この問題について労組の問題点と絡めて現場の職員同士の信頼感の欠如、本音と建前の乖離を挙げ、「「お客さんから声をかけられたら、必ず笑顔で返事をしよう」といった、ごく基本的なことを徹底することだと思う」「基本動作の積み重ねが悪い評判を少しずつ消していく。建設は苦闘であり、破壊は一瞬です」「綱紀粛正を云々するなら、ぐずぐず説教するよりも毎朝決まった時間に出勤することをはっきり言った方が実際の効果はありますよ」と述べている。
このような闘争を継続した場合に暴動が発生する可能性については、一般人などより薄々予見されており、朝日新聞は13日の夕刊に「恐れていたことがついに起きた」と書いた。全国サラリーマン同盟代表委員の青木茂は公務員のスト権自体は必要なものと断った上で「ここまでしょっちゅうやられていたのでは同情しきれない。それにしても運転士が乗客を恐れ逃げ出してくるなんて職業意識が無いんですね。」と事件当日にコメントした。

### 情報伝達の問題
本事件、および首都圏国電暴動は労組の順法闘争を直接の原因としているが、当局たる首都圏本部が指摘した問題点として、輸送障害時の対応策不備が挙げられる。このことは国鉄の幹部たちにも了解されており、事件後、首都圏本部長の人事発令の際は、本社電気局長の尾関が異動した経緯があった。また、尾関は前本部長の石川達二郎からの引継ぎの際「情報問題をぜひあなたの時代にやってほしい。根をつけてほしい」と言われたと言う。
尾関自身は次のように述べている。

#### 現業機関
また、尾関は国鉄でこの問題が放置された理由として、国鉄の通信部門が有線通信システムに依存してCTCやATSの構築にある程度成功した結果、無線への着眼がおろそかとなったと考えていた。そのため、当時の無線通信システムの成功例として、鉄道通信機メーカーが受注していた警察無線を成功例として挙げており、移動体通信、CTCと列車に対する通信手段、列番検知の可能なシステム開発の必要性を訴えている。
『鉄道通信』誌は部内向け全国一斉伝達、一斉放送の汎用設備を保有していない点を指摘した。また、『鉄道通信』誌では器材破壊について、「なにか騒動が起きるときまって通信設備が破壊される」と述べており、その理由を旅客と常に接する場所に置いてあり、防護体制が取られていないことに求めている。対策としては器材防護の強化では限度があるため、予備品と移動器材を備えておく必要性を指摘している。

#### 利用者
『鉄道通信』では部外との接触のない苦情処理について論じた際「どうもわが社の体質として、部外向け一般情報提供の重要さの認識が、うすいうらみがあるように思われる」と述べており、対策として電話による情報案内の充実を挙げている。
また、1976年（昭和51年）当時首都圏本部工事管理室長（前東京西鉄道管理局電気部長）であった佐藤金司は、本事件と首都圏国電暴動の両事件に対して、情報面から乗客向けの情報不足について、次のような総括を行っている。なお、佐藤は首都圏国電暴動の際には騒動現場に遭遇したため、直ちに西管理局に戻り、情報収集、復旧、事後の対応に当たり、暴動後の検討会に出席した経験を持つ。
このような事実から、佐藤金司は次のような教訓を導いている。
- 輸送のトラブルは相当の頻度で起きている
- 輸送混乱時は迅速的確な処理が必要
- 混乱時には情報の収集伝達が決め手となる

なお、具体的な対策としては当時京王帝都電鉄（現・京王電鉄）など一部私鉄で導入されつつあったTTCが名指しで挙げられている。
事件当時の首都圏本部次長は通勤五方面作戦の成果や今後の輸送力増強の必要性に触れつつ、これらの事件を「単に通勤輸送力の増強だけでは片付けられない」とし、対策として非常時の情報収集・提供とともに、代行輸送力の自社保有、異常時下の群集心理を研究することなどを挙げている。

### 都市化の進展
この事件に対し1973年（昭和48年）度の警察白書「第7章「公安の維持」」の中で、「急激な都市化の進展や国民意識の変化に伴って従来予想もされなかったような各種の事案」として取り上げられ、宅地化への人口増加によることも背景であると指摘している。
なお都市化の面から見て最も直接的な要素だったのは、第22回国民体育大会の選手村跡地に建設された団地であった。一連の都市化で上尾市の人口は1967年に約7万人であったのが、1973年には約13万人へ急増した。
なお、沿線人口増加問題については事件前より国鉄でも認識しており、1972年（昭和47年）12月25日に業界誌が行ったインタビューでも大木英夫高崎鉄道管理局長が団地造成に触れながら「高崎線の輸送力を増すといっても尾久 - 王子間は7分ヘッドが限度」「将来は高崎線は複々線にしなければいかぬのじゃないか」「これだけの収入をあげておる線区のお客に対するサービスは当然考えていかなければならない」などと述べていた（事件後の輸送改善については後述）。

### 運行機材の問題
朝の通勤時間帯に通勤電車として、乗降に時間のかかる急行列車用車両が使用されていた背景もある。
国鉄は慢性的に赤字であったことから、この事件の前後より各線区に対する車両の投入両数（購入・維持予算増）、及び列車増発数（人件費増）を最低限に抑えざるを得なかった。そのため少しでも輸送力を確保するため近郊形電車を最混雑時間帯に集中的に走らせ、その前後の時間帯に2ドア・デッキ付の急行列車用車両（165系電車もしくは碓氷峠用の169系電車）を投入するなどの一時的な対策を採らざるを得なかったことも背景にある。
この事件の原因のひとつであった当該列車は2本とも急行形電車の運用であり、つり革のない急行電車に乗客が「すし詰め」になったことがさらに状況を悪くした（なお、本来の近郊型である115系電車であれば最大15両編成で定員1804人であり、上尾駅で事件で巻き込まれた列車の2倍の定員であった）。そのため仮に順法闘争がなくても利用者の怒りが爆発していた可能性があったとの指摘もある。ただし、鉄道ジャーナリストの梅原淳は2009年（平成21年）に出版した著書で本事件を取り上げた際、車両の問題を「一要因」としており、連日の順法闘争により車両運用が狂ったことや、時刻通りなら来るはずの列車が来なかった点に重きを置き、翌月の首都圏国電暴動と合わせて、順法闘争を「愚かな行い」として批判している。

### 総評の主張した陰謀説
事件後、総評は大島藤太郎東洋大学教授を中心とする調査委員会を設けて「暴動や破壊の手口に国鉄の事情に通じていなければ出来ない点が目立つことから、闘争の弾圧を狙った計画的、組織的なものであることが明らかになった」と発表した。主要な根拠としては運転室の配電盤が開けられ低圧回路のスイッチのみ破壊されていたことや、翌月の首都圏国電暴動で現業員しか知らない発炎筒の格納場所から発炎筒が持ち出され炊かれたことなどであった。これに対して警察庁警備局の中島参事官は「配電盤や発炎筒も運転席に入ればすぐ目に付き、誰でも手が出せるものと聞いている」ことを根拠に事件は偶発的なものであり、総評から疑問点として指摘された機動隊の現地到着に1時間以上を要した点についても、意図的に遅らせたものではない旨反論を行っている。なお、その後は総評も国労も陰謀説（白色テロ説）を主張することは無かった。
なお、一水会の鈴木邦男は後年、「〈暴動〉のいくつかは僕らが起こした。」と発言している。もっとも、実際は電車の中で「スト反対！」などのスローガンをスプレーしたり、「不法ストに対し立ち上がれ！」「暴動を起こせ！」などと演説しただけであった。しかし、乗客には特に咎められることはなかったが賛同されたわけでもなかったため、「なぜ立ち上がらないのだ！」「お前らは共産主義者の同調者か！」と怒鳴ったという。

## その後

### 労組の闘争戦術転換
事件を受けて動労側も順法闘争を中止した。しかし労使交渉がまとまらず、動労は順法闘争を4月に再開した。なお、梅原らはこうした当時の労組の姿勢に批判的であった。その結果4月24日には赤羽駅での混乱をきっかけに、列車が到着しないことに対する利用者の不満が再び爆発することになる。この際は38駅で暴動が発生し、首都圏の国鉄網が麻痺し600万人以上の足に影響するという、上尾事件以上の大混乱となる首都圏国電暴動に発展した。国労・動労のストが一気に減少に向かうきっかけとなったのは1975年（昭和50年）末のスト権ストが失敗に終わった後のことであったが、それでもなお、ストは続いていた。
事件後、国労東京地本の職場集会や電車区分会では参加した乗務員から「首都圏での順法は嫌だ」「高崎線でやるのは怖い」と口々に意見が出ていた。この事件以降、組合の指令で順法を命じられても、順法闘争を行わず、遅れが出ていなくても組合には「○分遅れた」と報告するケースもあったという。
尾関が指摘した綱紀粛正に本格的にメスが入り始めたのは、国鉄分割民営化について第二次臨時行政調査会などで議論がなされるようになった1982年（昭和57年）、三塚博の抜き打ち現場視察などによって、最も腐敗した現場がマスメディアの前に晒されてから後のことであった。

### 車両の更新
国鉄はラッシュ時に急行形電車の投入を取り止めるため、同年4月に近郊形電車である115系電車300番台42両をメーカーに緊急発注した。その後も増備を続け、上尾駅を朝のラッシュ時に発着する電車からは1975年（昭和50年）までに急行形電車が排除された。さらに国鉄時代末期の1986年（昭和61年）以降は、さらなる混雑の緩和と乗降の円滑化を目的として、オールロングシート車を主体とした211系電車が投入されるようになった。そして2000年（平成12年）からは乗降時間短縮を図るべく、4ドア車のE231系電車が投入されるようになった。

### 指針の修正と根本的な輸送力増強策
一連の暴動の後の1974年（昭和49年）11月8日、国鉄首都圏本部は「首都圏通勤交通現状打開のための提言」を発表した。そこでは次のように謳われている。
当時国鉄は労働問題のほかNIMBY化した住民運動にも手を焼いており、調査会会長としてこの提言を取りまとめた磯村英一、また建設畑出身で当時国鉄技師長の地位にあった瀧山養は野放図な住民運動には批判的な考えの持ち主だった。また、高崎線の至近には東京都心と埼玉県南部を結ぶ通勤路線として埼京線（東北本線支線赤羽駅 - 武蔵浦和駅 - 宮原駅間）が計画されつつあった。事件当日の新聞で背景に触れた際にこのことは触れられていたが「国鉄は通勤新線を計画しているが、大宮以北はまた冷遇されそう」と結ばれ、事件直後の産経新聞の取材では加賀谷朝雄経理局長は（安い運賃負担しかしていない）「通勤定期の利用者のために、しかも朝夕の限られた時間帯のために、新たな路線を設けるなど、今後の通勤対策の投資は、ひとり国鉄のためだけの企業ベースでは出来ません。」と回答していた。
実際には、1973年（昭和48年）当時、東北・上越新幹線反対運動への対策として、国鉄建設局の側から岡部達郎のアイデアによって都市施設帯（事実上の環境対策のスペース）付きで後に埼京線と呼称されるようになる通勤新線の建設案が提示されていた。しかし、一部反対派による賛成派地権者への脅しや、最大2,000名に上る運動員の動員により実施された国鉄への示威行為により、地元との関係は冷え切っていた。
高崎線は通勤通学人口の増加により営業係数でも常に上位にランクするなど国鉄経営への貢献の大きな線区のひとつであり、事件後も輸送人員は伸びを続けていたが、反面、輸送力の増強策は追いついておらず、1980年代初頭でも280%余りの混雑率を記録していた。
そのような状況を横目に、埼京線の建設で見られた反対運動は順次収束して行き、工事も進んでいった。このことは高崎線沿線からの混雑緩和への期待感となって現れ、新聞でも報じられている。埼京線は1985年（昭和60年）9月30日に開業している。高崎線への直通列車は設定されなかったが、大宮以南の通勤需要は同線に大きく吸収され、並行各線の混雑緩和に貢献した。
上記情報システム開発の課題として、佐藤金司は国鉄幹線で長距離旅客列車が多数運行されていることを挙げていた。しかし、高崎線では1982年（昭和57年）の上越新幹線の開業で上越線経由の昼間特急列車を大幅削減し、1997年（平成9年）の北陸新幹線一部先行開業および在来線の路線分断で信越本線直通の特急列車は全廃された。また、高崎線を通る北行のブルートレインも航空機などの輸送手段の発達により逐次縮小・廃止されていった。これらの廃止で生み出された線路容量の余裕は専ら通勤列車の増発に活用された。
上尾市の人口は事件後も増加を続け2007年（平成19年）には約22万人を数えている。

### 情報システム開発の更新
電話案内の強化、鉄道電話網の近代化（有人交換所への100%自動交換化、PBXの全管理局配置）、電信の自動化などは1973年（昭和48年）度より着手された「通信運用体系近代化計画」にて各々半年から数年で充実させる目標が立てられた。一方で、情報システムの本格運用については、極めて長期の年月を要した。当時目指すべきシステムをある程度具現化した存在として私鉄の運行管理システムがあり、当局がそれを意識していたことは上述した。佐藤金司は私見として、情報システムに求める要素として次のようなものを挙げている。
1. 首都圏鉄道の運行管理情報システムのホールプラン作り
2. ホールプランは国電区間のATC化、輸送力増強計画とリンクさせること
3. システム設計において、指令センターから現場駅区への情報伝達を重視すること
4. 電話による情報サービスをこうしたシステムとリンクして積極的に考慮するべき
5. 将来計画に出戻りのない範囲で実現出来るものは先行させる。一例としては列車無線[注釈 6]。

なお、この時点で国鉄線での実用化への課題として、貨物列車、長距離旅客列車を含めたトータルシステムの構築が必要であることも挙げられている。その後、国鉄当局は在来線で使える総合的な運行管理システムの開発に尽力し、1980年代後半に『TRAPS』として結晶化した。しかしながら、当時の計算機性能や実システムに適用されていた概念では求められる能力の全てに応じることは困難であり、本システムの普及はならなかった。この問題が根本的な転換を迎えるのは、日立製作所の主導で分散システムのアイデアを取り入れたATOSが導入される1990年代後半を待たなければならなかった。佐藤が提言した時代に電話と言えば固定電話サービスしかなかったが、2000年代後半に入ると、民間企業数社により、パソコンを設置した建物への固定回線のみならず、移動体通信の申し子たる携帯電話端末での利用も包含した地理案内情報サービスが普及していった。

## 風化に対する危機感
『鉄道通信』誌では、「事あるごとに問題となるが、時日がたつにつれて関心がうすれてしまい、いつもそのままになってしまうようである」との教訓の忘却に対する懸念が指摘されている。

## 影響を受けた人物

### 来賓の目前で醜態
当日はザンビア共和国公共事業大臣F・ムリキタが来日し国鉄へ挨拶に訪れていた。同国はカナダの援助を元に鉄道近代化計画を立て、貨車750両、客車56両、機関車12両等を購入予定であったため、日本を含め各国の車両メーカーは受注にしのぎを削っていた。これに対して元々磯崎総裁は国会対応のため応対不能であり、代理として宮地技師長が出席したが丁度本事件が発生し、宮地は「国鉄は現在このような状況であり、これからの皆さんの旅行が予定どおりゆかないかもしれないので、はじめにおわび申し上げておきます」と切り出す有様となった。なお、当時同国でこのような激しい労働運動は無かったため、一層ばつの悪い結果となったという。

### 『箱族の街』の誕生
舟越健之輔は当日駅に居合わせた一人であるが、暴動には参加しなかった。舟越は当時の勤務先で労組を立ち上げ労働運動を大事にしてきた人物であったが、国労への憤りについては他の乗客と同じように持っていた。
その後、日本文芸家協会のニュースに本事件について投稿し、4年半かけて関係者150人に取材した。
更にライター活動に専念するため当時の勤め先を退職し、まとめたルポを1983年（昭和58年）『箱族の街』として新潮社より出版した。朝日新聞の取材には「国鉄闘争を撃滅した」という思いが乗客たちにはあった旨を回顧している。

## その他
全電通の書記長として公労協の代表幹事になっていた山岸章はスト権スト末期の12月2日未明、保坂尚郎全逓書記長から「上尾事件の再来はまずい」と相談を受けている。しかし、山岸は闘争を優先し世間の支持に無頓着な国労などを苦々しく思っており、「この際『もうやめてくれ』という声が下部から出てくるまで徹底的にやらせたほうが、力の論理では問題は解決できないことがよくわかる」という考えに至っており、このストが失敗することを見越して、あえて「授業料」を払うために強硬方針を貫徹させた。
その全逓も1978年末から翌1979年始にかけて年賀状取扱拒否（越年闘争）を行い、国民の目に見える形での影響が出たことから大きな批判を浴び、世論の後押しを得た郵政当局は1979年4月28日に全逓組合員に対し懲戒免職58名を含む8,183名の大量処分を行った。この影響は大きく、全逓は全電通や国労などと距離を置き当局との協調姿勢を取らざるを得なくなっていった。